# The Heavy Entertainment Show
Albums de Robbie Williams
Under the Radar Volume 1
(2014) Under the Radar Volume 2
(2017)
The Heavy Entertainment Show est le onzième album studio du chanteur britannique Robbie Williams, sorti le 4 novembre 2016.
La chanson-titre est inspirée du morceau Je n’avais qu’un seul mot à lui dire de Serge Gainsbourg,,.

## Liste des titres
Édition standard
| No  | Titre                               | Auteur                                                                                     | Durée |
| --- | ----------------------------------- | ------------------------------------------------------------------------------------------ | ----- |
| 1.  | The Heavy Entertainment Show        | - Serge Gainsbourg - Robbie Williams - Guy Chambers - Rufus Wainwright - Christopher Heath | 3:22  |
| 2.  | Party Like a Russian                | - Williams - Chambers - Sergei Prokofiev - Heath                                           | 3:02  |
| 3.  | Mixed Signals                       | - Brandon Flowers - Dave Keuning - Mark Stoermer - Ronnie Vannucci Jr.                     | 3:58  |
| 4.  | Love My Life                        | - Williams - Johnny McDaid - Gary Go                                                       | 3:28  |
| 5.  | Motherfucker                        | - Williams - Flynn Francis - Tim Metcalfe - Heath                                          | 4:17  |
| 6.  | Bruce Lee                           | - Williams - Price                                                                         | 3:13  |
| 7.  | Sensitive                           | - Williams - Price - Jackson Guthy                                                         | 3:16  |
| 8.  | David's Song                        | - Williams - Chambers - Kara DioGuardi - Jewel Kilcher                                     | 4:14  |
| 9.  | Pretty Woman                        | - Williams - Ed Sheeran - Benjamin Levin - Steve Robson                                    | 2:55  |
| 10. | Hotel Crazy (avec Rufus Wainwright) | - Williams - Chambers - Wainwright                                                         | 4:25  |
| 11. | Sensational                         | - Mike Curb - Mack David - Williams - Chambers - Wainwright - Heath                        | 3:47  |

Titre bonus de l'édition Deluxe
| No  | Titre                                      | Auteur                                            | Durée |
| --- | ------------------------------------------ | ------------------------------------------------- | ----- |
| 12. | When You Know                              | - Williams - Chambers - Seckou Keita - Jimmy Carr | 4:20  |
| 13. | Time on Earth                              | - Williams - Chambers - Heath                     | 4:51  |
| 14. | I Don't Want to Hurt You (avec John Grant) | - John Grant - Williams - Chambers                | 4:18  |
| 15. | Best Intentions                            | - Williams - Chambers - Heath                     | 3:44  |
| 16. | Marry Me                                   | - Williams - Karl Brazil - Ben Castle             | 3:53  |

## Classements hebdomadaires
| Classement (2016)                  | Meilleure place |
| ---------------------------------- | --------------- |
| Allemagne (Media Control AG)       | 2               |
| Australie (ARIA)                   | 4               |
| Autriche (Ö3 Austria Top 40)       | 3               |
| Belgique (Flandre Ultratop)        | 3               |
| Belgique (Wallonie Ultratop)       | 8               |
| Danemark (Tracklisten)             | 8               |
| Écosse (OCC)                       | 1               |
| Espagne (Promusicae)               | 9               |
| Finlande (Suomen virallinen lista) | 11              |
| France (SNEP)                      | 19              |
| Irlande (IRMA)                     | 1               |
| Italie (FIMI)                      | 5               |
| Norvège (VG-lista)                 | 22              |
| Nouvelle-Zélande (RIANZ)           | 17              |
| Pays-Bas (Mega Album Top 100)      | 1               |
| Portugal (AFP)                     | 18              |
| Royaume-Uni (UK Albums Chart)      | 1               |
| Suède (Sverigetopplistan)          | 7               |
| Suisse (Schweizer Hitparade)       | 1               |

## Certifications
| Pays              | Certification | Unités certifiées |
| ----------------- | ------------- | ----------------- |
| Allemagne (BVMI)  | Or            | 100 000           |
| Australie (ARIA)  | Or            | 35 000            |
| Autriche (IFPI)   | Or            | 7 500             |
| Italie (FIMI)     | Or            | 25 000            |
| Pays-Bas (NVPI)   | Or            | 20 000            |
| Royaume-Uni (BPI) | Platine       | 300 000           |
| Suisse (IFPI)     | Or            | 10 000            |